# Ősi
Ősi [éši] je obec v Maďarsku v župě Veszprém, spadající pod okres Várpalota. Nachází se asi 5 km jihovýchodně od Várpaloty. V roce 2015 zde žilo 1 992 obyvatel. Dle údajů z roku 2011 tvoří 75,5 % obyvatelstva Maďaři, 0,7 % Němci, 0,2 % Poláci a 0,2 % Rumuni, přičemž 24,4 % obyvatel se ke své národnosti nevyjádřilo.

## Sousední obce
| Růžice kompasu | Pétfürdő      | Várpalota |              | Růžice kompasu |
| Růžice kompasu | Berhida       | Sever     | Nádasdladány | Růžice kompasu |
| Růžice kompasu | Berhida       | Ősi       | Nádasdladány | Růžice kompasu |
| Růžice kompasu | Berhida       | Jih       | Nádasdladány | Růžice kompasu |
| Růžice kompasu | Csajág Küngös | Füle      |              | Růžice kompasu |